# Llista d'artistes de Britpop
El Britpop és un gènere de rock alternatiu britànic de mitjans dels anys 90.

## Artistes de Britpop
Bandes britàniques importants amb un so clarament Britpop, actives durant l'època 1993-1997.
- Ash
- Black Grape
- The Boo Radleys
- Blur
- Cast
- Dodgy
- Echobelly
- Elastica
- Gene
- The Gyres
- Heavy Stereo
- Laxton's Superb
- Marion
- Menswe@r
- Northern Uproar
- Ocean Colour Scene
- Oasis
- Powder
- Pulp
- The Real People
- Shed Seven
- Sleeper
- Suede
- Supergrass
- These Animal Men
- Thurman

## Bandes relacionades amb el Britpop
Artistes amb una connexió establerta amb el Britpop
- The Auteurs
- The Charlatans
- The Gyres
- I Am 7
- James
- The Longpigs
- The La's
- Lush
- Manic Street Preachers
- Paul Weller
- Radiohead
- Ride
- Shack
- Spitfire
- Stereophonics
- Saint Etienne
- The Tears
- The Verve
- XTC

## "Second Wave" del Britpop
La "Second wave" ("Segona ola") del Britpop - bandes noves amb sensibilitats properes al Britpop que van publicar els seus primers àlbums al període final, 1995/1996
- 60 Foot Dolls
- Babybird
- The Bluetones
- The Divine Comedy
- Dubstar
- Embrace
- Gorky's Zygotic Mynci
- Kula Shaker
- Mansun
- Muse
- My Life Story
- Placebo
- Seahorses
- Space
- Steadman
- Super Furry Animals
- Terrorvision
- Travis

## Influenciats pel Britpop
Bandes and artistes actius després dels anys 90, que podrien ser considerats com a part del so Britpop.
- Arctic Monkeys
- Athlete
- Bloc Party
- Boy Kill Boy
- Clor
- Coldplay
- The Crash
- Delays
- Farrah
- Franz Ferdinand
- The Futureheads
- Hard-Fi
- Kaiser Chiefs
- Keane
- The Kooks
- The Libertines
- The Long Blondes
- No Angels
- Maximo Park
- The Subways
- The Young Knives